# Ein Fall fürs All
Ein Fall fürs All war eine politische Kabarett-Sendung im deutschen Fernsehsender ZDF. Die Sendung wurde am 30. September 2014 um 22:15 Uhr erstausgestrahlt. Am 16. Dezember 2014 wurde die letzte Live-Folge ausgestrahlt.

## Konzept
Produziert wurde Ein Fall fürs All monatlich von RedSpider Networks live vor Publikum in einem Raumschiff-Bühnenbild in den Münchener ARRI-Studios. Die Sendung beinhaltete eine satirische Aufarbeitung des aktuellen politischen Geschehens in ca. 45 Minuten. Urban Priol als Kommandant und Alfons als Bordingenieur waren die Hauptpersonen. Hinzu kamen zwei oder drei Gäste, die das Programm der Politsatire ergänzten.
Nach nur drei Ausgaben stellte das ZDF die Sendung ein. Der Sender entschied gemeinsam mit Urban Priol und Emmanuel Peterfalvi (Alfons) das Ende der Sendung. Das ZDF und die Künstler waren mit der inhaltlichen Entwicklung des Formates nicht zufrieden. Die für den 20. Januar 2015 datierte Episode werde bereits nicht mehr produziert. Der Sender wolle Priol und Peterfalvi neue Projekte anbieten.

## Episodenliste
| Folge | Datum              | Gäste                                  | Dauer in Minuten | Quote     | MA     |
| ----- | ------------------ | -------------------------------------- | ---------------- | --------- | ------ |
| 1     | 30. September 2014 | Christine Prayon, Andreas Rebers       | 50               | 2,15 Mio. | 10,6 % |
| 2     | 11. November 2014  | Ingo Appelt, Wolfgang Trepper, Der Tod | 47               | 2,35 Mio. | 11,5 % |
| 3     | 16. Dezember 2014  | Dave Davis, Michael Altinger           | 45               | 2,00 Mio. | 08,9 % |